# Ceferino Alonso Irigoyen
Ceferino Alonso Irigoyen (Capilla del Señor, 6 de octubre de 1902 - Buenos Aires,  8 de diciembre de 1960)[cita requerida] fue un economista argentino, que ejerció como ministro de Hacienda durante la dictadura de Edelmiro J. Farrell, en 1945.
Egresó del Colegio Militar de la Nación e inició la carrera militar, aunque pidió la baja con el grado de teniente primero. Se graduó de economista en la Universidad de Columbia, en los Estados Unidos, y se dedicó a las finanzas; fue representante financiero del gobierno argentino en Washington y Nueva York entre 1933 y 1939. Fue consejero económico en las conferencias Panamericanas de La Habana en 1940 y de Río de Janeiro en 1942; subsecretario de finanzas de la Nación entre 1941 y 1942.
En 1945 fue miembro del Consejo Nacional de la Vivienda, y en mayo nombrado ministro de Hacienda por el presidente Farrell; presentó su renuncia en agosto del mismo año.  Era miembro del Círculo de Armas, del Tennis Club Argentino y del Club Argentino de Esquí.